# 英倫入侵

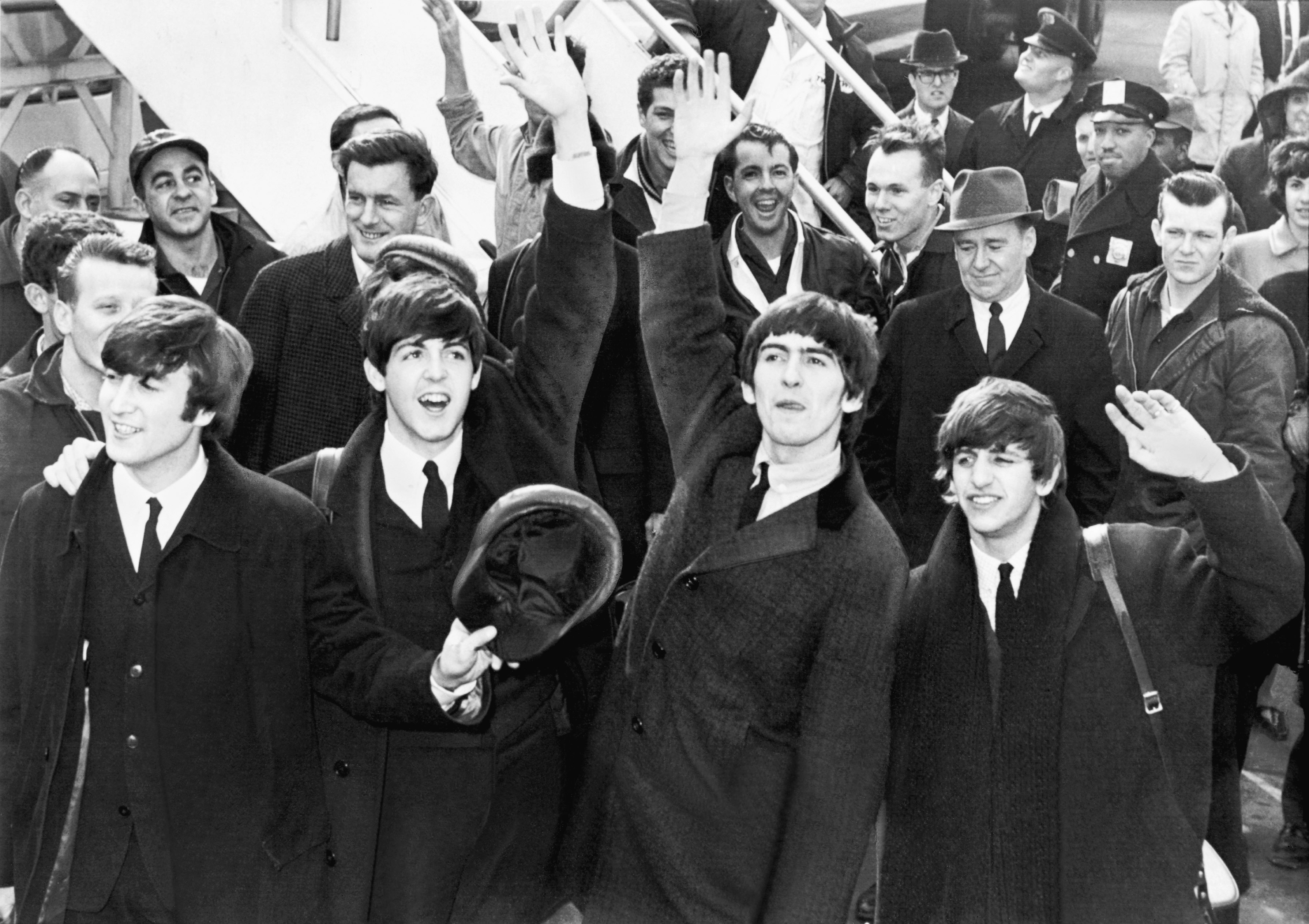
披頭四抵達美國約翰·甘迺迪國際機場

英倫入侵（英語：British Invasion）是指英國流行音樂、搖滾樂、节拍音乐在美國及加拿大爆紅的時期，與戰爭無關。英國音樂和英國文化行為影響美國的流行文化，而形成大西洋兩岸，浩瀚洶湧的反傳統運動。
1964－1967年，披頭四樂團在美國綜藝節目《艾德·沙利文秀》持續演出，標誌著英倫入侵的高峰。其他早期知名樂團有何許人樂團、戴夫·克拉克五人組、奇想樂團、滾石樂團和赫爾曼的隱士，而動物樂團是在入侵的最前端。
1970年代末，多支英國龐克樂團打入美國市場，是第二波英倫入侵的開始。
21世紀，來自英國的愛黛兒的專輯19、21和25在美國市場取得巨大成功，發起了第三次英倫入侵。